# Sepa Petta
(Eparchia di Piana degli Albanesi, 1959)
Giuseppe Petta, detto Sepa (in albanese: Zefi/Sepa Peta; Piana degli Albanesi, 1882 – Piana degli Albanesi, 1959), è stato un presbitero e medico fitoterapetico italiano di etnia albanese (arbëresh), insegnante della fede, delle tradizioni e della lingua degli avi, fra le più note figure religiose di Piana degli Albanesi fra primo e metà Novecento.

## Biografia
Giuseppe Petta nacque a Piana degli Albanesi nel 1882. Alunno del Seminario greco-albanese di Palermo, nel 1907 ricevette il presbiterato da mons. Paolo Schirò. Divenne protopresbitero così della Chiesa urbana della Madonna dell'Odigitria (Klisha e Shën Mërisë së Dhitrjes).
Dal 1943 era Protopsàltis, cioè capocoro, della Cattedrale di San Demetrio Megalomartire (Klisha e Shën Mitrit Dëshmor), insieme a Papàs Luzi e a papàs Viti Matranga (Trithci).
Dal 1916 al 1918, sotto le armi era addetto alla sanità nell'ospedale militare di Messina e qui conobbe Nicola Pende, dirigente dell'ospedale, che affermatosi come scienziato di fama mondiale invitò il Petta a raggiungerlo a Roma dove l'avrebbe aiutato a prendere la libera docenza in medicina e dove l'avrebbe nominato suo aiuto nella clinica per malattie tropicali. Ma papàs Sepa rifiutò l'invito per restare a Piana degli Albanesi e insegnare con amore e competenza la fede, le tradizioni e la lingua degli avi. Medico e professore in Fitoterafia e specializzato in malattie tropicali, non esercitò così mai direttamente la professione, dedicandosi alle tradizioni religiose albanesi. Papàs Sepa è stato tra gli ultimi sacerdoti di Piana degli Albanesi a portare i capelli lunghi, legati con la coda (tupin), come nell'usanza ortodossa, ed è conosciuto da molti infatti come Papàs Sepa me tupin.
È rimasto nell'immaginario popolare per la sua dolcissima voce e soprattutto per essersi preso cura non solo della salute spirituale della sua gente, ma anche di quella materiale con la fitoterapia.
Morì a Piana degli Albanesi nel 1959.